# Raffinerie Vösendorf
Die Raffinerie Vösendorf war eine Erdölraffinerie in Vösendorf unmittelbar an der Stadtgrenze von Wien. Sie wurde 1921 errichtet und 1958 im Zuge der Errichtung einer Großraffinerie in Schwechat stillgelegt.

## Geschichte
Im Jahr 1921 wurde von der Firma Danubia Mineröl GesmbH. eine Raffinerie in Vösendorf errichtet. Sie befand sich westlich der heutigen Wiener Neustädter Straße auf einer Fläche von 14,5 ha. Bereits 1925 wurde sie an die Austria Petroleum AG verkauft, die kurz darauf mit der Fanto AG fusionierte. Nach dem Anschluss im Jahr 1938 wurde die Raffinerie vom Benzolverband Bochum übernommen und erweitert. Zur Herstellung der Destillate gab es eine atmosphärische und eine Vakuumdestillation. Die Anlieferung der Rohstoffe sowie der Abtransport der Fertigprodukte wurden über ein Flügelgleis der Badner Bahn abgewickelt. Gegen Ende des Zweiten Weltkrieges waren die Werksanlagen verstärktes Ziel alliierter Luftangriffe. Dabei wurden sie großteils zerstört. Nach Kriegsende kamen sie in den Besitz der Sowjetunion und wurden der Verwaltung der USIA Betriebe unterstellt. 1946/47 wurde das Werk wieder instand gesetzt und konnte wieder produzieren. Nach Inkrafttreten des Österreichischen Staatsvertrags kam die Raffinerie in den Besitz der MARTHA Erdöl GmbH., die sie an die OMV weiter verpachtete. Als in Schwechat die Großraffinerie entstand, wurde sie 1958 stillgelegt und demontiert.
Heute befindet sich auf dem südlichen Teil ein Tierheim des Wiener Tierschutzvereines. Probleme bilden bei einer Verwertung des gesamten Geländes die Altlasten des kontaminierten Erdreiches.